# Schapur III.

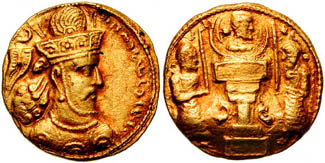
Münze mit dem Bildnis Schapurs III.

Schapur III. (oder kurz Schāpūr, persisch شاپور, DMG Šāpūr; † 388) war von 383 bis 388 Großkönig des Sassanidenreichs.

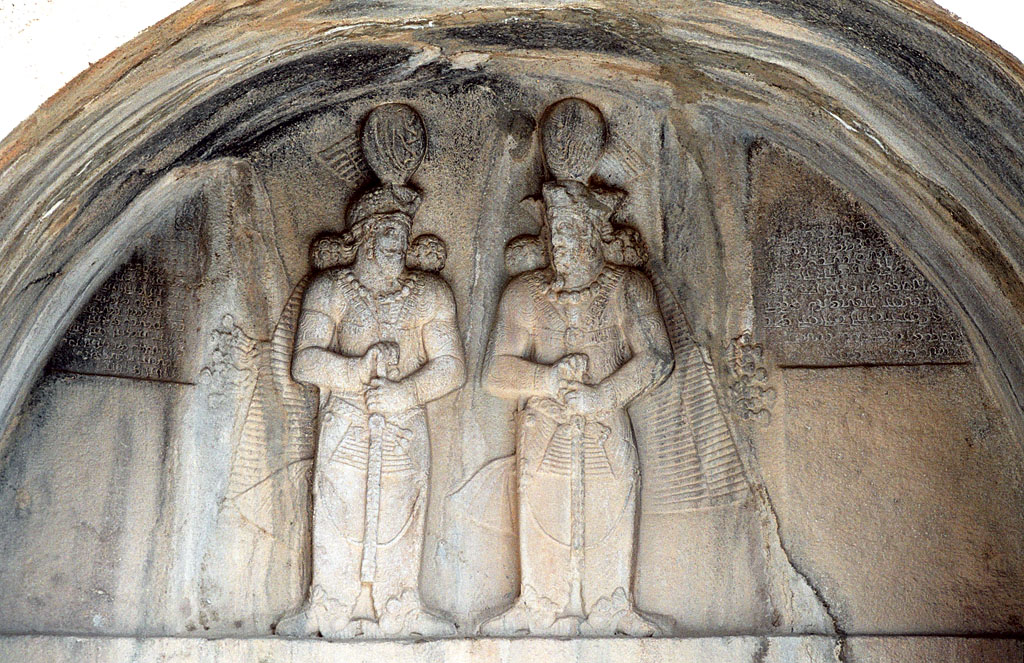
Schapur III. mit seinem Vater Schapur II. Taq-e Bostan, Iran

Schapur (im Schahname auch Šāpūr-i Šāpūr genannt) war ein Sohn von Schapur II. und folgte Ardaschir II. auf dem Thron nach, nachdem dieser in einem Machtkampf unterlegen und abgesetzt worden war. Aufgrund innerer Probleme suchte Schapur III. einen Ausgleich mit dem Römischen Reich. Wahrscheinlich (aber nicht gesichert) kam es im Jahr 387 zu einem Vertrag mit dem römischen Kaiser im Osten, Theodosius I. Demnach wurde das stets umstrittene Armenien geteilt, wobei jedoch Persien aufgrund seiner relativ starken Stellung den Großteil zugesprochen bekam (4/5 des Landes, siehe Persarmenien).
Im Zusammenhang mit der Annäherung an das christliche Römerreich ist auch die Beendigung der Christenverfolgungen im Sassanidenreich zu sehen, die unter Schapur II. begonnen hatte. Im Osten brach das Herrschaftsgebiet der sogenannten Kuschano-Sassaniden endgültig zusammen. Damit verbunden war der Verlust einiger östlicher Territorien; dies geht aus dem Ende einiger sassanidischer Münzprägungen im Nordosten des Reiches hervor. Als Gegner trat hierbei eine Gruppe der sogenannten iranischen Hunnen auf, die Alchon, die sich sassanidischer Gebiete und Münzprägestätten bemächtigten.
Schapur scheint den orientalischen Quellen zufolge gegenüber seinen Untertanen gut und gerecht regiert zu haben. Dennoch fiel er 388 einer Palastrevolte zum Opfer und wurde ermordet; anscheinend war seine Regierungspolitik auf Widerstand bei Teilen des Adels gestoßen.